# 24-Stunden-Rennen auf dem Nürburgring 2022

Streckenführung für das 24-Stunden-Rennen

Das 50. 24-Stunden-Rennen auf dem Nürburgring fand zwischen dem 26. und dem 29. Mai 2022 auf dem Nürburgring statt.
Titelverteidiger ist das Team Manthey-Racing, welches 2021 das Rennen zum siebten Mal gewann. Mit den Fahrern Michael Christensen, Kévin Estre, Frédéric Makowiecki und Laurens Vanthoor gehörte das Team durch eine Aufholjagd in den ersten Rennstunden zu den potentiellen Siegern, bis ein Crash zwischen Laurens Vanthoor (Porsche #1) und seinem Bruder Dries Vanthoor (Audi #15) für den Ausfall des Porsche „Grellos“ sorgte.

## Rennverlauf

### Ergebnisse
| Platz | Startnr. | Klasse | Klasse | Team                           | Fahrer                                                                 | Fahrzeug                | Runden |
| ----- | -------- | ------ | ------ | ------------------------------ | ---------------------------------------------------------------------- | ----------------------- | ------ |
| 1     | 15       | SP 9   | Pro    | Audi Sport Team Phoenix        | Kelvin van der Linde Dries Vanthoor Frédéric Vervisch Robin Frijns     | Audi R8 LMS GT3 Evo II  | 159    |
| 2     | 3        | SP 9   | Pro    | Mercedes-AMG Team GetSpeed     | Adam Christodoulou Maximilian Götz Fabian Schiller                     | Mercedes-AMG GT3        | 159    |
| 3     | 4        | SP 9   | Pro    | Mercedes-AMG Team GetSpeed     | Maro Engel Jules Gounon Daniel Juncadella                              | Mercedes-AMG GT3        | 159    |
| 4     | 22       | SP 9   | Pro    | Audi Sport Team Car Collection | Christopher Haase Nico Müller Patric Niederhauser René Rast            | Audi R8 LMS GT3 Evo II  | 159    |
| 5     | 16       | SP 9   | Pro    | Scherer Sport Team Phoenix     | Jakub Giermaziak Kim Luis Schramm Michele Beretta Markus Winkelhock    | Audi R8 LMS GT3 Evo II  | 159    |
| 6     | 24       | SP 9   | Pro    | Audi Sport Team Car Collection | Patrick Kolb Mattia Drudi Christopher Mies Patric Niederhauser         | Audi R8 LMS GT3 Evo II  | 159    |
| 7     | 12       | SP 9   | Pro    | Mercedes-AMG Team Bilstein     | Raffaele Marciello Philip Ellis Luca Stolz                             | Mercedes-AMG GT3        | 158    |
| 8     | 6        | SP 9   | Pro-Am | Mercedes-AMG Team Bilstein     | Hubert Haupt Marvin Dienst Nico Bastian Gabriele Piana                 | Mercedes-AMG GT3        | 158    |
| 9     | 33       | SP 9   | Pro    | Falken Motorsports             | Jaxon Evans Sven Müller Patrick Pilet Marco Seefried                   | Porsche 911 GT3 R       | 157    |
| 10    | 7        | SP 9   | Pro-Am | Konrad Motorsport              | Axcil Jefferies Jordan Pepper Michele Di Martino Maximilian Hackländer | Lamborghini Huracán GT3 | 156    |

- Fett – Klassensieger

### Klassensieger
| Klasse          | Gesamtrang | Startnr. | Team                                        | Fahrer                                                                         | Fahrzeug                              | Runden |
| --------------- | ---------- | -------- | ------------------------------------------- | ------------------------------------------------------------------------------ | ------------------------------------- | ------ |
| AT              | 41         | 320      | Four Motors Bioconcept-Car                  | Thomas von Löwis of Menar Thomas Kiefer Smudo Charles Kauffman                 | Porsche 991 GT3 Cup                   | 136    |
| BMW M240i       | 51         | 240      | Adrenalin Motorsport Team Alzner Automotive | Markert Sven Reimer Robin Radulovic Sascha Radulovic Zoran                     | BMW M240i Racing Cup                  | 131    |
| CUP 2           | 15         | 127      | KKrämer Racing                              | Krämer Karsten Brück Christopher Kranz Moritz Veremenko Alexej                 | Porsche 911 GT3 Cup (992)             | 151    |
| CUP 3           | 21         | 264      | SCHMICKLER Performance powered by RAVENOL   | Calamia Mauro Jacoma Ivan Pampanini Roberto Riemer Kai                         | Porsche 718 Cayman GT4 Clubsport      | 144    |
| Cup 5           | 48         | 880      | Schubert Motorsport                         | Schubert Torsten von Zabiensky Stefan von Zabiensky Michael Kinoshita Takayuki | BMW M2 Racing Cup                     | 132    |
| CUP X           | 57         | 161      | Teichmann Racing GmbH                       | Brodmerkel Stephan Kraihamer Laura Schöll Constantin Still Hendrik             | KTM X-BOW GTX                         | 129    |
| SP 10           | 19         | 78       | FK Performance Motorsport                   | Green Ben Lenerz Marcel Neubauer Thomas Schrey Michael                         | BMW M4 GT4                            | 144    |
| SP 3            | 75         | 120      | Toyota Gazoo Racing Team Thailand           | Supaphongs Grant Jian Hong Chen Kawamura Naoki                                 | Toyota Corolla Altis                  | 118    |
| SP 3T           | 42         | 113      | Autorama Ag                                 | Stanco Luigi Stanco Armando Stanco Dario                                       | Seat Leon                             | 136    |
| SP 4T           | 56         | 718      |                                             | Zensen Ralf Fischer Norbert Peitzmeier Fabian Dannesberger Christian           | Porsche 718 GTS                       | 129    |
| SP 6            | 66         | 200      | Hofor Racing                                | Kroll Michael Kroll Martin Prinz Chantal Prinz Alexander                       | BMW M3 E46 GTR                        | 124    |
| SP 7            | 29         | 70       | Huber Motorsport                            | Menzl Rodriguez Berg Ulrich Hamprecht Philip                                   | Porsche 911 GT3 Cup 991               | 142    |
| SP 8T           | 22         | 95       | Dörr Motorsport                             | Dörr Phil Hancke Nick Wiskirchen Moritz Dontje Indy                            | Aston Martin Vantage AMR GT4          | 143    |
| SP 9            | 1          | 15       | Audi Sport Team Phoenix                     | Kelvin van der Linde Vanthoor Dries Vervisch Frederic Frijns Robin             | Audi R8 LMS GT3 Evo II                | 159    |
| SP-X            | 12         | 706      | Glickenhaus Racing                          | Mutsch Thomas Fernandez Laser Felipe Mailleux Franck Westbrook Richard         | Scuderia Cameron Glickenhaus SCG 004c | 155    |
| TCR             | 18         | 830      | Hyundai Motorsport                          | Lauck Manuel Marc Basseng Azcona Mikel                                         | Hyundai Elantra TCR                   | 145    |
| V 4             | 68         | 323      | Rockstar Games by Viken Motorsport & Tomcat | Lyons Benjamin Löw Markus Lomas Dale                                           | BMW 325i                              | 123    |
| V 5             | 59         | 444      | Adrenalin Motorsport Team Alzner Automotive | Korn Ulrich Korn Tobias Korn Daniel Arimón Carlos                              | Porsche Cayman 981                    | 129    |
| V 6             | 62         | 397      |                                             | Rings Sebastian Pickard Lukas Pier Alain Köppen Alexander                      | Porsche 911                           | 127    |
| V2T Front       | 70         | 223      | GITI TIRE MOTORSPORT BY WS RACING           | Jahn Axel Schmidt Ulrich Hinzer Robert Wolzenburg Lutz                         | VW Golf VII GTI                       | 122    |
| V2T Heckantrieb | 44         | 330      | Adrenalin Motorsport Team Alzner Automotive | Sandberg Oskar Rink Christopher Erlbacher Jacob Zils Daniel                    | BMW 330i                              | 133    |
| V3T             | 84         | 300      | Team Mathol Racing                          | Vazquez Marcos Adolfo Max Walter von Bär Held Thorsten Trinius Matthias        | Porsche Cayman 718 S                  | 101    |